# 兩岸經濟協議電視辯論
兩岸經濟協議ECFA電視辯論是中華民國總統、國民黨主席馬英九與民主進步黨主席蔡英文進行的一場關於兩岸經濟協議（ECFA）的電視辯論。辯論於2010年4月25日在台北公共電視大樓舉行，這也是中華民國總統第一次與在野黨主席舉行政策辯論。馬英九自己也稱這次辯論是“二次政黨輪替後，朝野領袖第一次公開對話，意義重大”。

## 辯論
辯論分為申論、交互詰問、結論共三部分，總長142分鍾。在辯論中，馬英九認為民進黨是恐嚇民眾並批評了民進黨的鎖國政策，還指出簽訂ECFA是“開放”、“國際化”。對於，簽訂ECFA是否會弱化主權的問題，馬英九在辯論中強調，“不論是這次簽ECFA還是未來協商，我一定全力捍衛中華民國主權，捍衛台灣的尊嚴，這個立場絕不改變”。而蔡英文則批評國民黨是“通過中國走向世界”，並說民進黨是“走向世界，並和世界一起走向中國”。另外，蔡英文還表示馬英九誇大了事實，同時還質疑馬英九傾中。蔡英文還在辯論中提出了與中國大陸經貿往來的四個原則：“第一，要有主控權，進退自如；第二，要循序漸進，不能冒進；第三，要遵循世界貿易組織的國際協定，不能離開多邊體系的保護傘；第四，要維持整體外貿平衡，不能過度向中國傾斜”。另外，蔡英文質疑要於2010年6月簽署並生效之理由，其主張早收清單一簽，台灣就會被綁進十年開放期程，十年內對中國全面開放極難適應。
在辯論結束後，雙方還各自舉行了記者會。記者會上，蔡英文表示馬英九並沒有對於她提的問題給予具體、清楚的回答，同時表示還會繼續推動反對ECFA公投。而馬英九在記者會上則重申了簽定ECFA的重要性，還對這種政策辯論模式表示了肯定。

## 轉播
本次辯論吸引十數個媒體同步轉播，畫面皆由公視提供、再由各媒體同步口譯或添作其他用途。
- 華視（11台）
- 公視（13台）
- 原視（16台）
- 客家電視台客語同步口譯（17台）
- 年代（50台）
- 東森（51台）
- 中天（52台）
- 民視（53台）
- 三立（54台）
- TVBS（55台）
- 非凡（58台）
- 公視HiHD

## 各方看法

### 認為表現持平
對於馬英九與蔡英文的這次電視辯論，存在著不同的看法。有人認為兩人表現持平，如中國文化大學中山與中國大陸研究所所長邵宗海認為馬英九是先弱後強，蔡英文則是先強後弱。世新大學傳播研究所所長游梓翔則認為馬英九的語言讓人感覺傲慢，而蔡英文卻沒有抓住重點進行攻擊。

### 認為馬英九表現較好
還有人認為馬英九的表現更好。淡江大學中國大陸研究所所長張五岳就認為馬英九提出的明確做法和宏觀訴求是蔡英文所不能及的。一直反對ECFA的名嘴陳揮文也表示馬英九的表現出乎他的意料，還說對蔡英文很失望。而沈富雄還評論說，這是馬英九上任以來表現最優異的一次。
前民進黨立委林濁水認為，雖然馬英九的內容錯得離譜，但是馬英九表達能力較佳，成功的說服台灣人接受對台灣有嚴重禍害的政策；因此蔡英文跟台灣人都是輸家。

### 認為蔡英文表現較好
也有人認為蔡英文在辯論中更勝一籌，如在自由時報論壇署名從商的網上時事評論員陸念慈說馬英九這次的表現就「像小孩子一樣」，而且惡意扭曲甚至抹黑民進黨。

## 民調結果

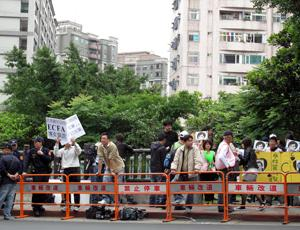
場外的抗議民眾

辯論後的許多民調也呈現了不同結果：

### 認為馬英九表現更佳
- 中時電子報：41%的人認為馬英九表現較佳，認為蔡英文表現較佳的為28%，認為兩人表現差不多的為10%。[12]
- 聯合新聞網：42%的民眾認為馬英九整體表現好過蔡英文，30%的人則持相反意見，認為兩人都不錯或都不好的分別有7%和3%，沒有意見的則有17%。其中，泛藍支持者多認為馬英九表現更好，泛綠支持者大多則肯定蔡英文的表現。同時，有6%的民眾在辯論後改變了原先對於ECFA的看法，其中81%由反對改為支持。[13]
- TVBS：46%的民眾認為馬英九表現更好，34%的民眾則認為蔡英文表現更好。同時，辯論後支持簽訂ECFA的民眾由38%上升到了41%。[14]
- 苹果日报：53.26%的受访者认为马英九占上风，41.74%认为蔡英文占上风，不知道或没意见的则有5%。[15]

### 認為蔡英文表現更佳
- Yahoo!奇摩投票：近60%的民眾認為蔡英文表現佳，而認為馬英九表現佳的不到40%。[16]
- 台灣智庫：44%的民眾認為蔡英文表現比較誠懇，認為馬英九較誠懇的為40%；54%民眾認為馬英九較接近財團的立場，認為蔡英文如此者僅6%；41%民眾認為蔡英文較站在保障民眾就業立場，認為馬英九如此者為21%。[17]

## 其他
- 同日下午2時許，國道3號福爾摩沙高速公路發生嚴重山崩事件（4死）。辯論結束前部份新聞台已改轉播災害現場，辯論在場之行政院長吳敦義、總統馬英九隨後也直赴現場。
- 馬英九在辯論稱讚頂新、旺旺是「鯨魚返鄉」，說ECFA是「對台灣有益的補藥」，並向蔡英文質疑說：「這個頂新、旺旺、自然美這些公司都回來了。為什麼他們在民進黨執政時都不回來，國民黨執政反而回來呢？」[18]。數年後頂新爆發2013年台灣食用油造假事件、2014年臺灣劣質豬油事件等黑心食品問題，被網友回應是毒鮭魚、毒鯨魚[19]。

## 相關
- 兩岸經濟協議